# Sarah Wynter

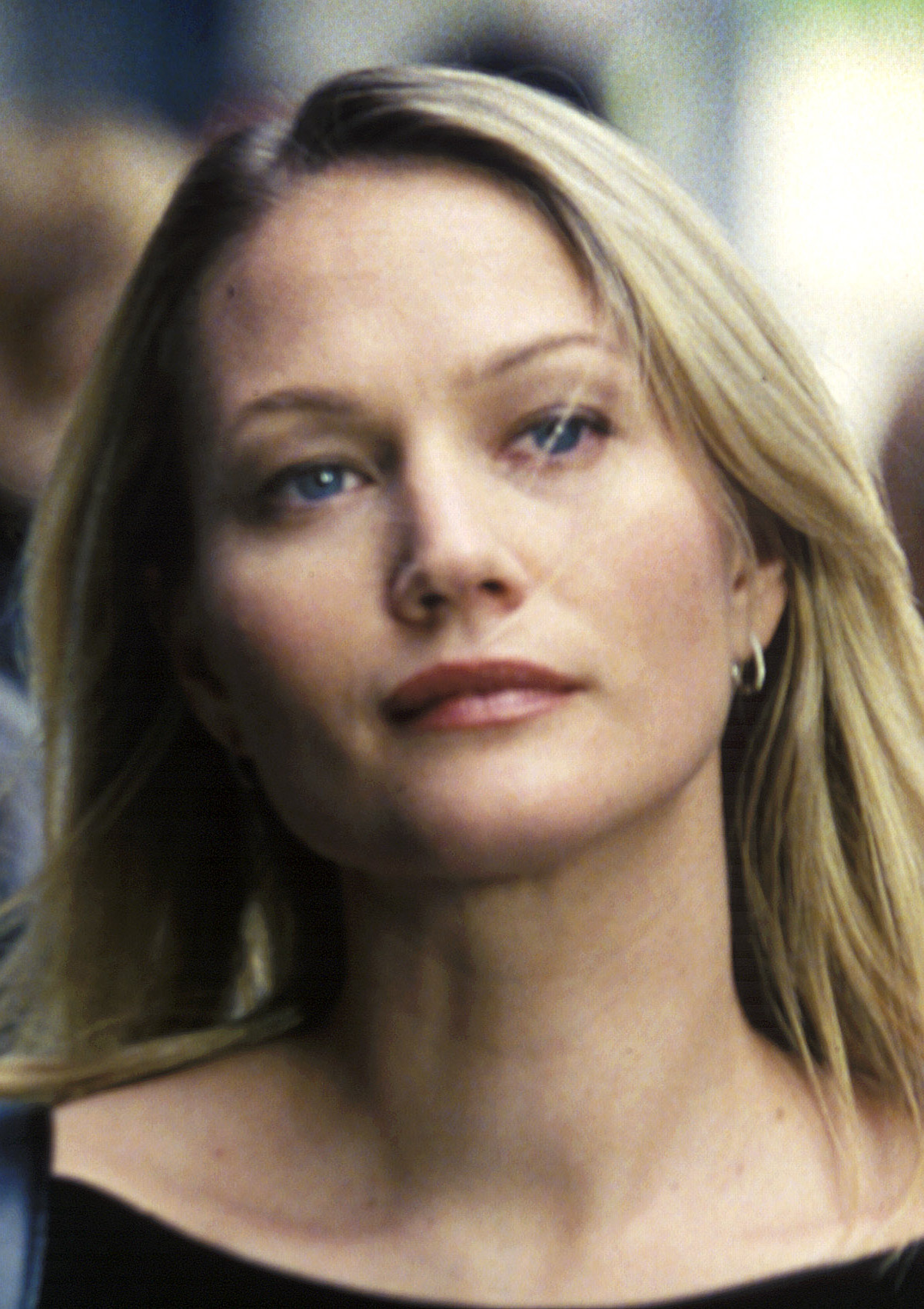
Sarah Wynter, 2004

Sarah Wynter (* 15. Februar 1973 in Newcastle, New South Wales) ist eine australische Schauspielerin.

## Leben und Leistungen
Wynter ist eine Enkelin der ersten Bürgermeisterin einer australischen Stadt. Sie spielte ihre erste größere Rolle im SF-Thriller Species II aus dem Jahr 1998. Eine größere Rolle übernahm sie auch – neben Winona Ryder und Ben Chaplin – im Horrorfilm Lost Souls – Verlorene Seelen aus dem Jahr 2000.
Wynter spielte in der Filmbiografie Die Windsbraut (2001) die Hauptrolle der Alma Mahler, der Ehefrau von Gustav Mahler (Jonathan Pryce). In den Jahren 2002 und 2003 trat sie in 25 Folgen der Fernsehserie 24 auf. Diese Rolle brachte ihr im Jahr 2003 Nominierungen für den Cinescape Genre Face of the Future Award der Academy of Science Fiction, Fantasy & Horror Films sowie – gemeinsam mit einigen anderen Beteiligten – für den Screen Actors Guild Award.
Wynter wurde im Jahr 2002 in der Liste 102 Sexiest Women In The World der Zeitschrift Stuff erwähnt. Sie war von 2005 bis 2014 verheiratet, lebt in Baltimore und hat drei Kinder.

## Filmografie (Auswahl)
- 1998: Species II
- 1998: Sex and the City (Fernsehserie, Folge 1x01)
- 1999: Molly
- 1999: Night Man (Fernsehserie, Folge 2x13)
- 2000: Race Against Time (Fernsehfilm)
- 2000: Farewell, My Love
- 2000: Lost Souls – Verlorene Seelen (Lost Souls)
- 2000: The 6th Day
- 2000: Jerks
- 2001: Die Windsbraut (Bride of the Wind)
- 2002: Coastlines
- 2002: Ausziehen, einziehen, umziehen! (Moving August)
- 2002–2003: 24 (Fernsehserie, 25 Folgen)
- 2004–2005: Dead Zone (The Dead Zone, Fernsehserie, 6 Folgen)
- 2005: Shooting Livien
- 2005: Three Dollars
- 2005: L.A. Dicks
- 2005: Circadian Rhythm
- 2006: Windfall (Fernsehserie, 13 Folgen)
- 2007: Abducted: Fugitive for Love (Fernsehfilm)
- 2009: Dead Like Me – Der Film
- 2009: White Collar (Fernsehserie, Folge 1x04)
- 2013: Blue Bloods – Crime Scene New York (Blue Bloods, Fernsehserie, Folge 3x17)
- 2013: Elementary (Fernsehserie, Folge 2x6)
- 2015: American Odyssey (Fernsehserie, 9 Folgen)
- 2016: Goliath (Fernsehserie, 8 Folgen)
- 2017: The Blacklist (Fernsehserie, Folge 5x03)
- 2017: Law & Order: Special Victims Unit (Fernsehserie, Folge 18x10)
- 2019: Bad Art
- 2020: Lincoln Rhyme: Der Knochenjäger (Lincoln Rhyme: Hunt for the Bone Collector, Fernsehserie, Folge 1x02)